# Jens Jessen

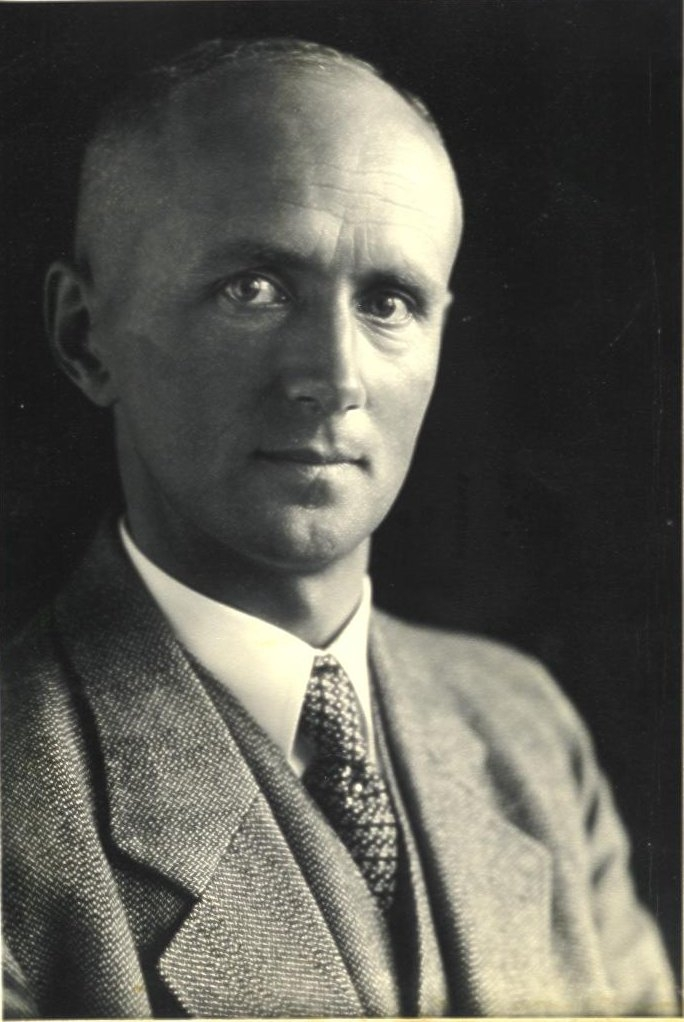
Jens Peter Jessen (um 1930)

Jens Peter Jessen (* 11. Dezember 1895 in Stoltelund bei Tingleff, Kreis Tondern; † 30. November 1944 in Berlin-Plötzensee) war ein deutscher Wirtschaftswissenschaftler (Nationalökonom), der als engagierter Nationalsozialist zunächst Karriere machte, sich später aber dem Widerstand gegen das Hitler-Regime anschloss. Nach dem gescheiterten Attentat auf Hitler vom 20. Juli 1944 wurde er vom Volksgerichtshof zum Tode verurteilt und in Plötzensee gehenkt.

## Leben

### Ausbildung
Jens Peter Jessen wurde als fünftes von zehn Kindern des Gutsbesitzers Jens Ratenburg Jessen und seiner Ehefrau Maria geboren. In Flensburg besuchte er ab 1906 das Alte Gymnasium. Nach dem Abitur zog er 1914 als Kriegsfreiwilliger in den Ersten Weltkrieg und kehrte als Leutnant der Reserve schwer verwundet zurück. 1917 nahm Jessen das Studium der Staatswissenschaften an der Kieler Universität bei Bernhard Harms auf, studierte aber auch am Kolonialinstitut der Hamburger Universität und an der Universität Heidelberg. Im Juli 1920 promovierte er bei Richard Passow in den Staatswissenschaften mit dem Thema Die Entstehung und Entwicklung der Gutswirtschaft in Schleswig-Holstein bis zum Beginn der Agrarreformen. Im August 1920 folgte die erste juristische Staatsprüfung am Oberlandesgericht Kiel und schließlich im Oktober 1920 in den Rechtswissenschaften die Dissertation Der Handelskauf nach nordischem Recht. Nach Auslandsaufenthalten in Kopenhagen als Bankangestellter und in Buenos Aires als Direktor eines Außenhandelsbetriebes schlug er 1927 eine wissenschaftliche Laufbahn ein.

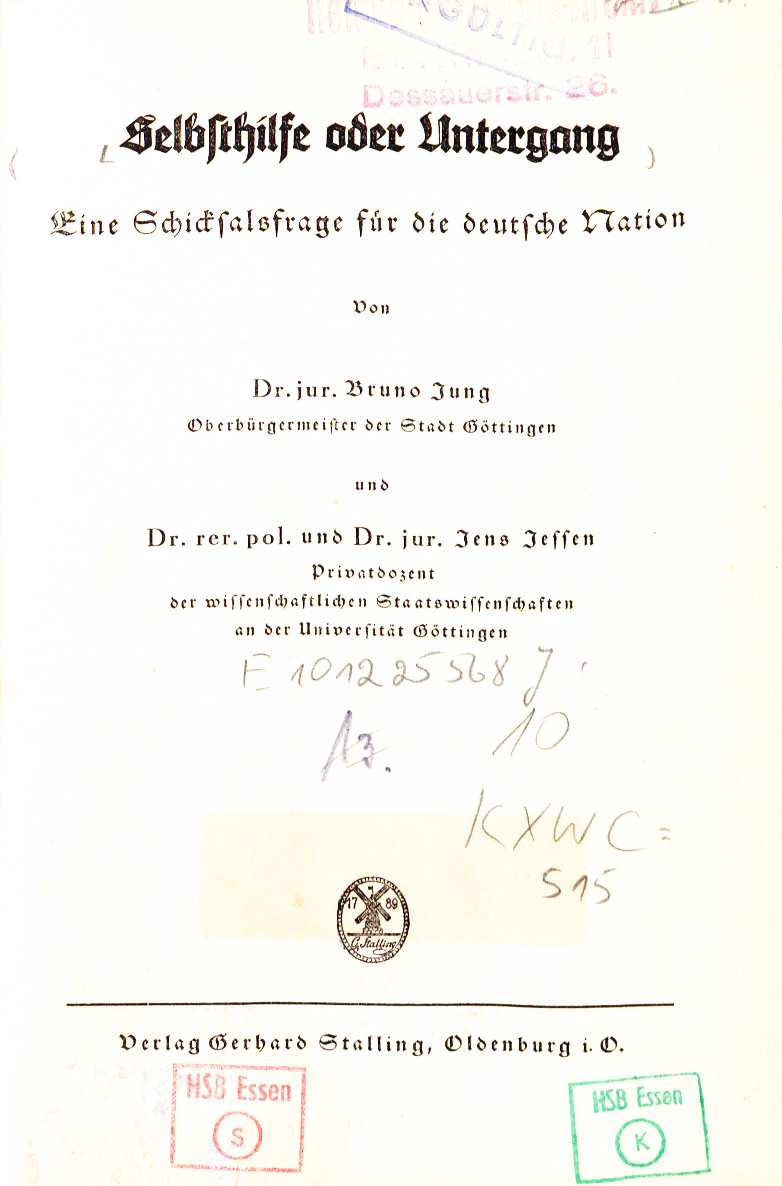
Titel einer Publikation von Jens Jessen (1931)

### Karriere im Nationalsozialismus
An der Göttinger Universität habilitierte Jessen sich Anfang 1928 mit einer Arbeit über Agrarprobleme in Argentinien. In den folgenden Jahren lehrte er als Privatdozent der Rechts- und Staatswissenschaftlichen Fakultät der Göttinger Universität. Aufgrund seiner Sympathien für den Nationalsozialismus kam er in dieser Zeit in Kontakt mit Parteimitgliedern, unter anderem dem Gauleiter von Südhannover-Braunschweig und späteren Reichsminister für Wissenschaft, Erziehung und Volksbildung Bernhard Rust. 1930 will Jessen in die Partei eingetreten sein. Ab 1931 war er in der Reichsleitung der NSDAP in München in der Wirtschaftspolitischen Abteilung der NSDAP tätig, die von Otto Wagener 1930 gegründet worden war. 1932 folgte die Ernennung zum außerordentlichen Professor in Göttingen.
An der Universität in Kiel wurden ab dem Frühjahr 1933 im Zuge der nationalsozialistischen „Gleichschaltung“ viele Professoren wegen ihrer liberalen Haltung oder jüdischer Herkunft mit Gewalt von ihren Stellen vertrieben. Ihre Posten wurden mit nationalsozialistisch gesinnten, meistens jungen Wissenschaftler besetzt. Zum Sommersemester 1933 übernahm Jens Jessen in Kiel vertretungsweise eine Professur, im September wurde er endgültig zum ordentlichen Professor für Finanzwissenschaft berufen. Diese Stelle hatte vorher Julius Landmann bis zu seinem Tode 1931 inne. Gleichzeitig wurde Jessen als Nachfolger des von den Nazis „brutal aus seinen Ämtern entfernten“ Bernhard Harms, Leiter des Institutes für Weltwirtschaft und Seeverkehr eingesetzt. Zuvor hatte Jessen sich mit einem Brief an den Reichserziehungsminister Rust in Erinnerung gebracht. Außerdem war Jessen von Harms, der seine Absetzung durch die neuen Machthaber befürchtete und sich um die Zukunft seines Institutes sorgte, in einem Briefwechsel mit dem preußischen Finanzminister Johannes Popitz als Nachfolger ins Spiel gebracht worden. Jessen lernte Popitz bald persönlich kennen und war von da ab mit ihm befreundet. Jessens Karriere in Kiel war allerdings schon im Februar 1934 wieder zu Ende. Der Direktionsassistent des Institutes Otto Ohlendorf, ein Parteimitglied seit 1925, hatte einen negativen Bericht über Äußerungen des Berliner Ministerialrates im preußischen Kultusministerium und Parteigenossen Joachim Haupt verfasst, den Jessen ungeprüft an Instanzen der NSDAP weitergeleitet hatte. In Vorträgen in einem Schulungslager soll Haupt abfällig über den Rektor der Kieler Universität und über den Reichsinnenminister Wilhelm Frick gesprochen haben. Haupt war aber als Alter Kämpfer einflussreich in der NSDAP und im Ministerium und ging gegen diese Denunziation scharf vor. So wurde gegen Jessen und auch Ohlendorf wegen Verleumdung eines Mitgliedes der Reichsregierung eine polizeiliche Untersuchung eingeleitet, bei der mehrere Hausdurchsuchungen stattfanden und Jessen auch kurzzeitig festgenommen wurde. Ende Februar 1934 musste Jessen sich für ein Semester beurlauben lassen. Schon im Juli wurde ein neuer Leiter des Institutes für Weltwirtschaft ernannt. Am 4. August wurde Jessen als Professor für Staatswissenschaften an die Universität Marburg strafversetzt.
Jessen gehörte 1933 zu den Gründungsmitgliedern der nationalsozialistischen Akademie für Deutsches Recht von Hans Frank.
Im April 1935 wurde Jessen als Ordinarius für Staats- und Wirtschaftswissenschaften an die Handelshochschule Berlin berufen.

### Das Werk Jessens
In Berlin gestaltete er 1935 die nationalsozialistischen Änderungen des Studiums der Wirtschaftswissenschaften mit und veröffentlichte in diesem Sinne das Lehrbuch Volk und Wirtschaft, das dann im Völkischen Beobachter von Ottokar Lorenz heftig kritisiert wurde. Jessen hatte nämlich in dem Abschnitt „Die völkische Wirtschaft in der allumfassenden Bewegung des Nationalsozialismus“, in der er die Entwicklung des Nationalsozialismus bis in das Dritte Reich schilderte und dabei auch die Röhmrevolte erwähnte, aus der Sicht der NSDAP-Führung das „Führerprinzip“ falsch dargestellt. Die Hanseatische Verlagsanstalt zog das Buch zurück und veröffentlichte Anfang 1936 eine zweite von Jessen veränderte Auflage. In dieser neuen Auflage erwähnte Jessen die Röhm-Affäre nicht mehr, sondern legte den Schwerpunkt auf die Fähigkeiten und Verdienste Adolf Hitlers sowie auf die Auffassungen des Chefdenkers der NSDAP Alfred Rosenberg. Im Sommer 1936 wurde Jens Jessen an die Berliner Universität versetzt, wo er, gefördert durch Johannes Popitz, geschäftsführender Direktor des Staatswissenschaftlich-Statistischen Seminars werden sollte. Dazu wurde allerdings eine Überprüfung der Mitgliedschaft in der NSDAP durchgeführt. Diese ergab angeblich, dass Jessen trotz gegenteiliger Angaben nie in die Partei eingetreten war. Erst nach positiven Stellungnahmen, unter anderem durch Otto Wagener, sowie Interventionen durch Popitz und Otto Ohlendorf, inzwischen Referent im Hauptamt des SD, wurde Jessen im Februar 1939 Leiter des Seminars. 1939 wurde er Herausgeber der Fachzeitschrift Schmollers Jahrbuch für Gesetzgebung, Verwaltung und Volkswirtschaft. Im gleichen Jahr war er unter anderem innerhalb der Akademie für Deutsches Recht mit einer Stellungnahme zur erneuten Reform des Studiums der Wirtschaftswissenschaften tätig. Im Jahr 1940 übernahm er in der Akademie die Leitung der Klasse IV, welche wirtschaftspolitische Tagesfragen beantworten sowie über Neuordnungspläne für die Nachkriegszeit nachdenken sollte. Im März 1943 wurde die Abteilung geschlossen, da sie als nicht kriegswichtig betrachtet wurde. Einige Mitglieder trafen sich weiterhin in der Arbeitsgemeinschaft Erwin von Beckerath.

### Jessen im Widerstand gegen den Nationalsozialismus
Jessen wurde am 29. November 1939 von Johannes Popitz als Nachfolger des verstorbenen Harms zur Mittwochsgesellschaft eingeladen und kam so in Kontakt mit der Widerstandsgruppe um Ludwig Beck und Ulrich von Hassell sowie mit dem Kreisauer Kreis. Jessen entwickelte sich zu einem aktiven Mitglied der Widerstandsbewegung.
Ab 1941 wurde der Hauptmann der Reserve als Abteilungsleiter im Stab des Generalquartiermeisters des Heeres Eduard Wagner eingesetzt. Er leitete im Passamt die Passierscheinhauptstelle, die ab 1942 eine selbständige Dienststelle (Qu 6) im Bendlerblock in Berlin war. Jessen war unter anderem bis Herbst 1943 Vorgesetzter von Werner von Haeften. Er organisierte den Widerständlern Reisemöglichkeiten und war Kontaktmann zwischen den Verschwörern. Claus Schenk Graf von Stauffenberg lernte Jessen im Sommer 1942 kennen und wurde von diesem öfters zu Hause besucht.
In Jessens Büro fand zudem durch Vermittlung seines Adjutanten, Oberleutnant Reinhard Limbach, am 22. Dezember 1942 gegen 12 Uhr ein Treffen mit Falk Harnack statt, in dem Jessen erwog, einen Aufschub der Hinrichtung des Widerstandskämpfers der „Roten Kapelle“, Arvid Harnack, als künftigen Verhandlungspartner mit den Sowjets, durch Einflussnahme auf Reichswirtschaftsminister Walther Funk zu bewirken. Anschließend sprach Jessen gemeinsam mit General Hans Oster sofort bei Funk vor, der jedoch nichts zur Rettung Arvid Harnacks unternahm.
Die eigentliche Rolle Jessens in der Widerstandsbewegung ist in vielen Darstellungen über den 20. Juli 1944 unterbewertet oder nicht dargestellt worden. Dass er ein Vordenker des Attentates war, ist dem Tagebuch des Mitverschwörers Ulrich von Hassell zu entnehmen: Für den 20. April 1943 findet sich dort eine Eintragung von Ilse von Hassell: „An diesem Abend sagte Jessen verzweifelt: ‚Es wäre in der Theorie so einfach, diesen Verbrecher (Hitler) zu beseitigen: Der vortragende Offizier bringt eine Mappe mit herein, die Sprengstoffladung enthält, legt die Mappe auf den Schreibtisch von Hitler, lässt sich zu einem verabredeten Telefonanruf herausholen, und Hitler ist beseitigt!‘“ Im Anhang des Tagebuches schreibt der Herausgeber Wolf Ulrich von Hassell: „…Als letzter dieses Kreises wurde Professor Peter Jens Jessen von der Gestapo geholt. Durch seinen Autounfall war er noch stark geschwächt und konnte nicht alleine gehen. Vor seiner Verhaftung war ich noch mehrfach bei ihm. Ihn drängte es im Grunde, zu den Kameraden gebracht zu werden. Am Vorabend des 20. Juli war Graf Stauffenberg mit den Hauptakteuren bei ihm gewesen, um die Pläne nochmals durchzusprechen. Die Gestapo hat das wohl nie erfahren, wie sie überhaupt die Vorgeschichte dieses Umsturzversuchs nicht wirklich erfasst hat. Sie arbeitete mit Terror, mit kriminalistischer Technik, aber ohne wirkliche Einsicht und Klugheit.“

### Verhaftung und Hinrichtung 1944
Nach dem gescheiterten Attentat vom 20. Juli 1944 auf Hitler erging am 11. Oktober Haftbefehl gegen Jessen. Am 7. November 1944 wurde er vom Volksgerichtshof unter dem Vorsitz von Roland Freisler wegen „Nichtanzeige eines hochverräterischen Unternehmens“ zum Tode verurteilt und am 30. November in Plötzensee gehängt.

### Familie und Nachleben
Jens Peter Jessens Leichnam wurde nach der Hinrichtung eingeäschert. Die Asche wurde – wie die anderer Widerstandskämpfer auch – vor den Toren Berlins verteilt. In Tingleff befindet sich ein Gedenkstein, der das Grab der Familie Jessen aus Stoltelund ergänzt.
Jessen war seit 1921 mit Käthe Scheffer verheiratet und hatte mit ihr vier Söhne. Sein Sohn Uwe Jessen wurde Präsident des Finanzgerichtes Berlin, sein Sohn Eike Jessen wurde Professor für Informatik und war lange Jahre Leiter des Deutschen Forschungsnetzes (DFN); sein Enkel Jens Jessen (* 1955) wurde Journalist und war viele Jahre Leiter des Zeit-Feuilletons.
Das Alte Gymnasium in Flensburg gab der schuleigenen Villa in der Nachbarschaft den Namen Jens-Jessen-Haus, zu Ehren des ehemaligen Schülers. Gleichzeitig erhielt das Gebäude eine Gedenktafel an Jens Jessen. Um 2010 wurde das Haus verkauft. Das Mahnmal wurde zeitweise nicht mehr gepflegt. Die Gedenktafel wurde zeitweise entfernt. Doch 2013 wurde die Villa, die ihren Namen Jens-Jessen-Haus behielt, letztlich wieder in Stand gesetzt.

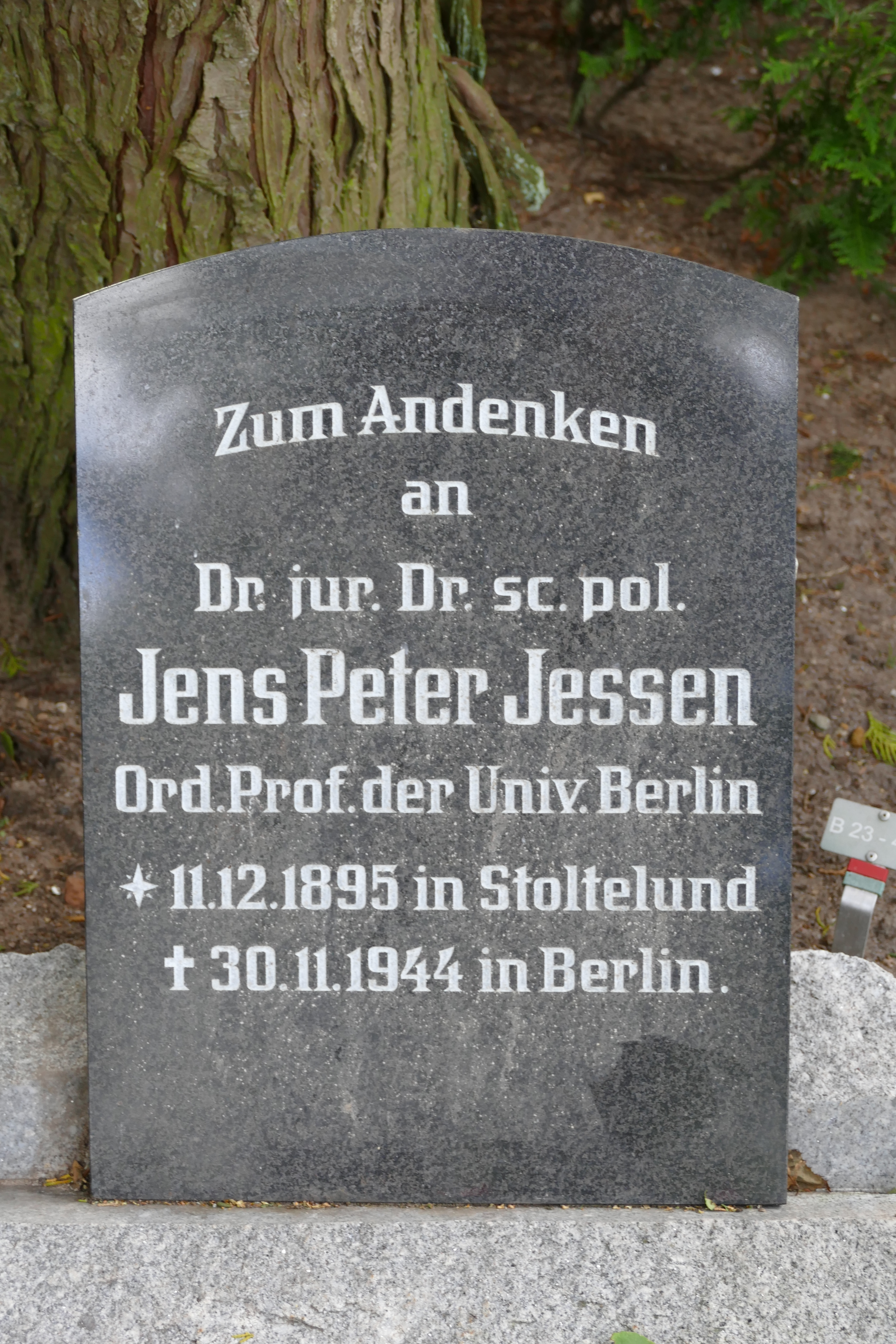
Gedenkstein für Jens Jessen auf der Grabstätte seiner Familie in Tingleff
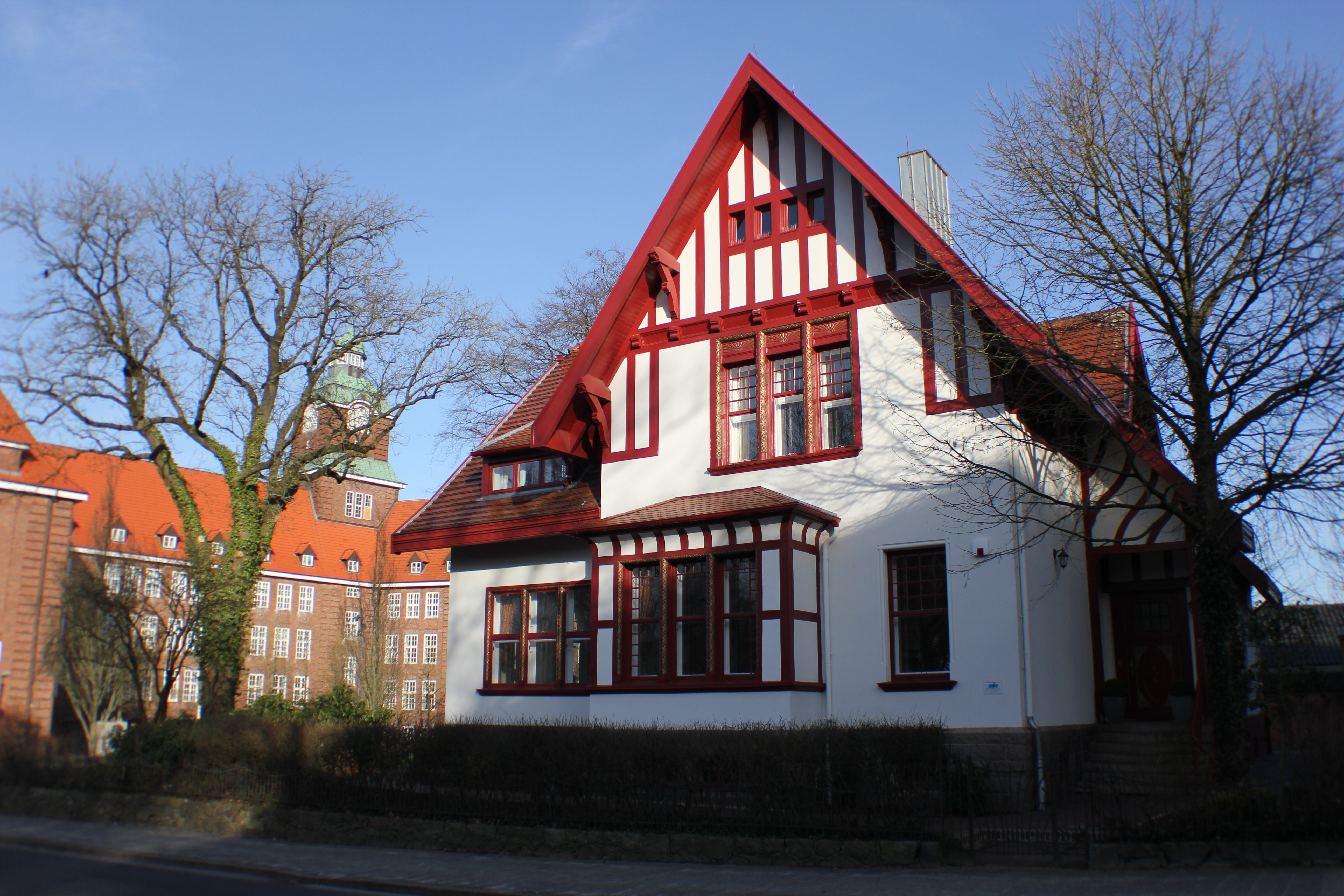
Das Flensburger Jens-Jessen-Haus mit dem Alten Gymnasium im Hintergrund (Bild 2014)
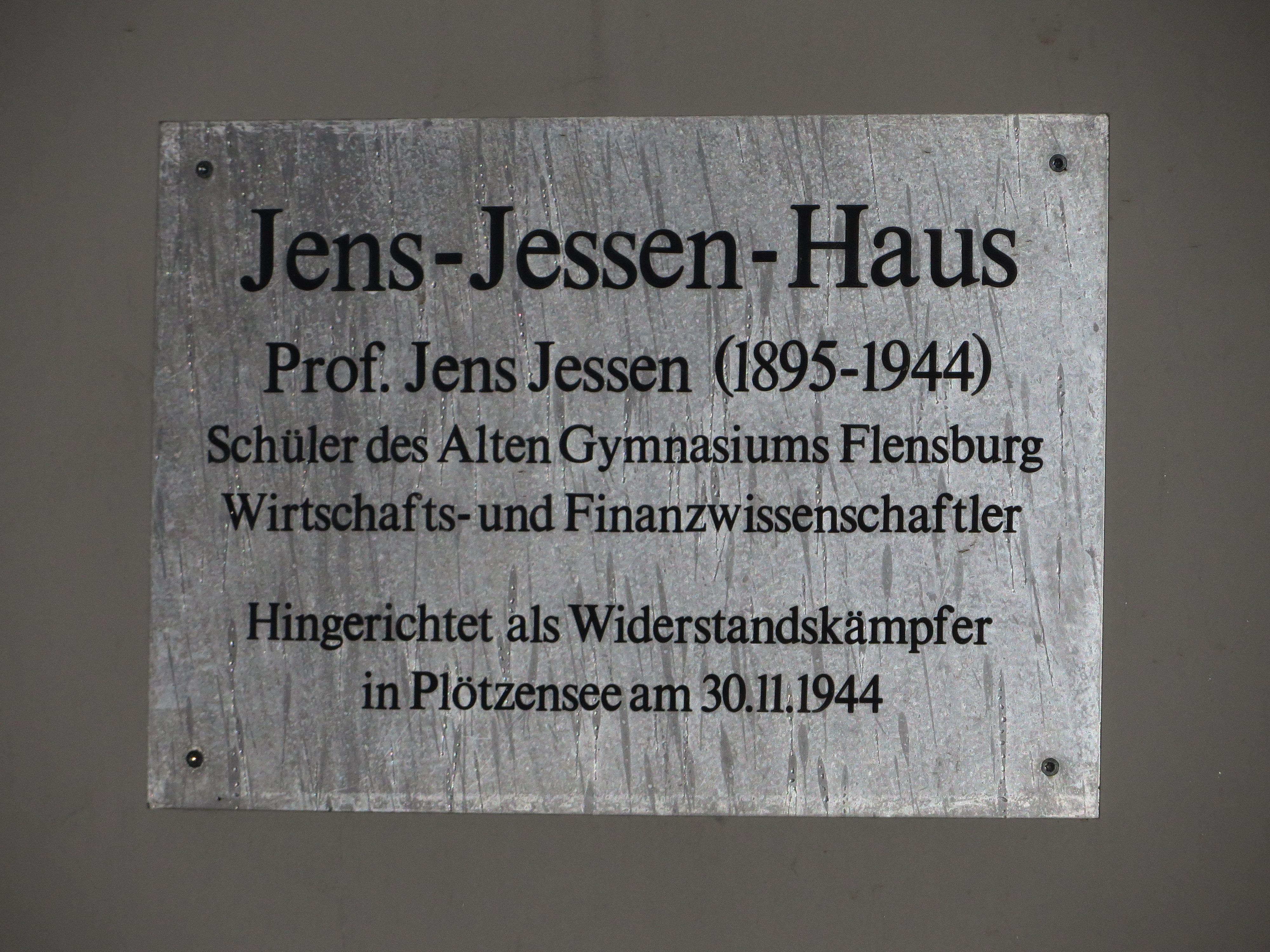
Die Gedenktafel für Jens Jessen in Flensburg

## Veröffentlichungen (Auswahl)
- Die wirtschaftliche Lage Nordschleswigs und die Abtretung. In: Schleswig-holsteinisches Jahrbuch (1921), S. 37–39.
- Die Entstehung und Entwicklung der Gutswirtschaft in Schleswig-Holstein bis zum Beginn der Agrarreformen. In: Zeitschrift der Gesellschaft für Schleswig-Holsteinische Geschichte. Bd. 51 (1922), S. 1–206 (Digitalisat).
- mit Bruno Jung: Selbsthilfe oder Untergang. Eine Schicksalsfrage für die deutsche Nation. Stalling, Oldenburg 1931.
- Volk und Wirtschaft. Hanseatische Verlagsanstalt, Hamburg 1935; 2., umgearbeitete Auflage, ebenda 1936.
- Deutsche Finanzwirtschaft. Einschließlich Übersicht über die Geschichte der deutschen Finanzwirtschaft. Hanseatische Verlagsanstalt, Hamburg 1937.
- Grundlagen der Volkswirtschaftspolitik. Hanseatische Verlagsanstalt, Hamburg 1937.
- Der Handel als volkswirtschaftliche Aufgabe. Ein Beitrag zur Lehre vom Binnenhandel. Duncker & Humblot, Berlin 1940.